# 英国国旗
大不列颠及北爱尔兰联合王国（英國）的国旗是聯合傑克（The Union Jack），又叫聯合旗（Union Flag）。中文通稱米字旗，正式名稱聯合王國旗（Flag of the United Kingdom）現在的旗幟圖案始於1801年大不列顛王國與愛爾蘭王國的合併，設計融合了代表英格蘭的聖喬治十字、代表蘇格蘭的聖安德魯十字以及代表愛爾蘭的聖派翠克十字，唯獨沒有任何代表威爾斯的要素，因為威爾斯的旗幟是在被英格蘭兼并以後才設計的。
英国国旗的标准比例是1:2，而英国陆军所使用的战旗将比例修改为3:5。

## 使用
英国国旗可以被英国境内的任何个人和组织以任意日期悬挂，在北爱尔兰政府建筑的使用受到法律的限制。其他地区政府使用的长期限制则在2007年7月被废除。
需要留意的是，雖然乍看沒有分別，英國國旗其實是有上下之分，靠近旗杆的两条紅白双色米字斜条中的上部主要应为白色，紅色靠近下部，不可倒掛（且倒掛該國國旗通常具有羞辱該國的意思）。英國國旗不對稱的主要原因，是為了區分聖派屈克十字和聖安德魯十字的相對位置。聖派屈克的紅十字被故意偏置，使聖安德魯的白十字不致被降格成聖派屈克十字的邊線。在旗桿側的聖安德魯十字較高，而在另一側聖派屈克十字較高。

## 在建筑物上悬挂
截至2007年7月，英国国旗在政府建筑物上只在每年的几个特定节日才会悬挂，期限是由英国数字化、文化、媒体和体育部选定的。
2007年7月3日，司法大臣杰克·斯特劳颁布绿皮书。随着一轮调整英国法律的修改提议的是一次关于是否放松政府悬挂国旗的规则限制的磋商的特定宣告。
两天后首相戈登·布朗宣布，随着即刻的影响力，联合旗将每天都在唐宁街10号建筑上空悬挂。目的是为了增进国家认同感。其他政府机构也要求跟进，由此所有白厅政府建筑都做出相应举动。

## 历史
英格兰之所以使用圣乔治白底红十字旗，是因为它是热那亚共和国的国旗。该国以圣乔治为守护圣人，当时的热那亚是地中海强大的海权城邦，也是十字军的金主。英格兰国王理查自1190年开始付租金给热那亚，让英格兰的船只悬挂这面圣乔治十字旗，以吓阻海盗。
从13世纪末开始，圣乔治十字旗渐渐也被用于代表英格兰，在英格兰王国和苏格兰王国在詹姆士一世下共主邦联后，圣乔治十字与圣安德鲁十字（代表苏格兰）合并成为最初的米字旗（或“联合杰克”，Union Jack）。该旗后来成为代表大不列颠王国的旗帜。
1746年热那亚被奥地利占领后，英格兰就不再支付圣乔治十字旗的租金。在1801年，该旗与代表爱尔兰的圣帕特里克旗合并成为现在的英国国旗。
| 聖喬治十字 16世紀（英格蘭）                          | 聖喬治十字 16世紀（英格蘭）                          | 聖喬治十字 16世紀（英格蘭）                          | 聖喬治十字 16世紀（英格蘭）                          | 聖喬治十字 16世紀（英格蘭）                                             | 聖喬治十字 16世紀（英格蘭）                          |  |  | 聖安德魯十字 16世紀（蘇格蘭） | 聖安德魯十字 16世紀（蘇格蘭） | 聖安德魯十字 16世紀（蘇格蘭） | 聖安德魯十字 16世紀（蘇格蘭） | 聖安德魯十字 16世紀（蘇格蘭） | 聖安德魯十字 16世紀（蘇格蘭） |
| 聖喬治十字 16世紀（英格蘭）                          | 聖喬治十字 16世紀（英格蘭）                          | 聖喬治十字 16世紀（英格蘭）                          | 聖喬治十字 16世紀（英格蘭）                          | 聖喬治十字 16世紀（英格蘭）                                             | 聖喬治十字 16世紀（英格蘭）                          |  |  | 聖安德魯十字 16世紀（蘇格蘭） | 聖安德魯十字 16世紀（蘇格蘭） | 聖安德魯十字 16世紀（蘇格蘭） | 聖安德魯十字 16世紀（蘇格蘭） | 聖安德魯十字 16世紀（蘇格蘭） | 聖安德魯十字 16世紀（蘇格蘭） |
|                                                      |                                                      |                                                      |                                                      |                                                                         |                                                      |  |  |                               |                               |                               |                               |                               |                               |
|                                                      |                                                      |                                                      |                                                      |                                                                         |                                                      |  |  |                               |                               |                               |                               |                               |                               |
| 1606年聯合旗幟 1606年（王权联合） 1707年（大不列顛） | 1606年聯合旗幟 1606年（王权联合） 1707年（大不列顛） | 1606年聯合旗幟 1606年（王权联合） 1707年（大不列顛） | 1606年聯合旗幟 1606年（王权联合） 1707年（大不列顛） | 1606年聯合旗幟 1606年（王权联合） 1707年（大不列顛）                    | 1606年聯合旗幟 1606年（王权联合） 1707年（大不列顛） |  |  | 聖派屈克十字 17世紀（愛爾蘭） | 聖派屈克十字 17世紀（愛爾蘭） | 聖派屈克十字 17世紀（愛爾蘭） | 聖派屈克十字 17世紀（愛爾蘭） | 聖派屈克十字 17世紀（愛爾蘭） | 聖派屈克十字 17世紀（愛爾蘭） |
| 1606年聯合旗幟 1606年（王权联合） 1707年（大不列顛） | 1606年聯合旗幟 1606年（王权联合） 1707年（大不列顛） | 1606年聯合旗幟 1606年（王权联合） 1707年（大不列顛） | 1606年聯合旗幟 1606年（王权联合） 1707年（大不列顛） | 1606年聯合旗幟 1606年（王权联合） 1707年（大不列顛）                    | 1606年聯合旗幟 1606年（王权联合） 1707年（大不列顛） |  |  | 聖派屈克十字 17世紀（愛爾蘭） | 聖派屈克十字 17世紀（愛爾蘭） | 聖派屈克十字 17世紀（愛爾蘭） | 聖派屈克十字 17世紀（愛爾蘭） | 聖派屈克十字 17世紀（愛爾蘭） | 聖派屈克十字 17世紀（愛爾蘭） |
|                                                      |                                                      |                                                      |                                                      |                                                                         |                                                      |  |  |                               |                               |                               |                               |                               |                               |
|                                                      |                                                      |                                                      |                                                      |                                                                         |                                                      |  |  |                               |                               |                               |                               |                               |                               |
|                                                      |                                                      |                                                      |                                                      | 1801年聯合旗幟 1801年（大不列顛及愛爾蘭） 1922年 （大不列顛及北愛爾蘭） |                                                      |  |  |                               |                               |                               |                               |                               |                               |
|                                                      |                                                      |                                                      |                                                      |                                                                         |                                                      |  |  |                               |                               |                               |                               |                               |                               |

## 設計細節

### 英國國旗繪製方法（非官方設計）
國旗1：2比例

陸軍軍旗3：5比例

### 顏色標準
| 顏色標準     | 白          | 紅        | 藍       |
| ------------ | ----------- | --------- | -------- |
| Pantone      |             | 186       | 280      |
| 網頁顏色標準 | #FFFFFF     | #C8102E   | #012169  |
| RGB          | 255-255-255 | 200-16-46 | 1-33-105 |